# Sofia-Xuan Zhang
Sofia-Xuan Zhang (Cartagena, 14 de setembre de 1999) és una jugadora de tennis de taula catalana d'ascendència xinesa que competeix al club Vic Tennis Taula. El 2019, va proclamar-se tricampiona d'Espanya absoluta: en individual, en dobles amb Ana Garcia i en dobles mixtos amb Carlos Caballero.
La seva mare, Xu Hong, va ser jugadora i entrenadora professional de tennis de taula i el seu pare, Zhang Zhilin, va ser futbolista professional al seu país. Sofia-Xuan Zhang va néixer a Cartagena on la seva mare jugava, però de ben petita va anar a viure a Girona després que Xu fitxés pel Foment Deportiu Cassanenc, on Zhang es va iniciar en el tennis de taula. Sofia-Xuan Zhang va jugar al Suris Calella de la Superdivisió femenina sis temporades, fins al 2019.
El 2022 va proclamar-se per segona vegada campiona d'Espanya absoluta en individual. Actualment viu a Sabadell i s'entrena al Centre d'Alt Rendiment de Sant Cugat del Vallès.

## Palmarès
- 2 Campionats de Catalunya de tennis de taula individual: 2013, 2016
- 4 Campionats de Catalunya de tennis de taula en dobles: 2013, 2014, 2015, 2016
- 2 Campionats d'Espanya de tennis de taula individual: 2019, 2022
- 2 Campionat d'Espanya de tennis de taula en dobles: 2019, 2022
- 1 Campionat d'Espanya de tennis de taula en dobles mixtes: 2019, 2022